# گریگوری تارازویچ
گریگوری تارازویچ (روسی: Григорий Аркадьевич Тарасевич؛ زادهٔ ۱ اوت ۱۹۹۵) ورزشکار ورزش شنا اهل روسیه است.
وی در مسابقات کشوری و بین‌المللی در مجموع برندهٔ ۳ مدال طلا، ۳ مدال نقره و ۳ مدال برنز شده‌است.